# Кассіу Мотта
Кассіу Мотта (порт. Cássio Motta; нар. 22 лютого 1960) — колишній бразильський тенісист.
Найвищу одиночну позицію світового рейтингу — 48 місце досяг 8 грудня 1986, парну — 4 місце — 26 вересня 1983 року.
Здобув 10 парних титулів.
Найвищим досягненням на турнірах Великого шолома був фінал в змішаному парному розряді.
Завершив кар'єру 1994 року.

## Фінали Великого шлему в змішаному парному розряді

### Поразка (1)
| Результат | Рік  | Турнір                      | Покриття | Партнер          | Суперники                 | Рахунок        |
| --------- | ---- | --------------------------- | -------- | ---------------- | ------------------------- | -------------- |
| Поразка   | 1982 | Відкритий чемпіонат Франції | Ґрунт    | Клаудія Монтейру | Джон Ллойд Венді Тернбулл | 6–2, 7–6(10–8) |

## Фінали

### Парний розряд (10–13)
| Легенда                |
| Великий шлем (0)       |
| Tennis Masters Cup (0) |
| Серія Мастерс ATP (0)  |
| Тур ATP (10)           |

| Титули за покриттям |
| Тверде (1)          |
| Трава (0)           |
| Ґрунт (9)           |
| Килим (0)           |

| Результат | Ранг | Дата     | Турнір                                  | Покриття | Партнер          | Суперники                           | Рахунок       |
| --------- | ---- | -------- | --------------------------------------- | -------- | ---------------- | ----------------------------------- | ------------- |
| Перемога  | 1.   | Вер 1979 | Мадрид, Іспанія                         | Ґрунт    | Карлус Кірмайр   | Робін Дрісдейл Джон Фівер           | 7–6, 6–4      |
| Поразка   | 1.   | Жов 1979 | Барселона, Іспанія                      | Ґрунт    | Карлус Кірмайр   | Паоло Бертолуччі Адріано Панатта    | 4–6, 3–6      |
| Поразка   | 2.   | Чер 1981 | Брюссель, Бельгія                       | Ґрунт    | Карлус Кірмайр   | Рікардо Кано Андрес Гомес           | 2–6, 2–6      |
| Поразка   | 3.   | Січ 1982 | Гуаружа, Бразилія                       | Ґрунт    | Карлус Кірмайр   | Філ Дент Кім Ворвік                 | 7–6, 2–6, 3–6 |
| Перемога  | 2.   | Чер 1982 | Венеція, Італія                         | Ґрунт    | Карлус Кірмайр   | Хосе Луїс Клерк Іліє Настасе        | 6–4, 6–2      |
| Поразка   | 4.   | Жов 1982 | Барселона, Іспанія                      | Ґрунт    | Карлус Кірмайр   | Андерс Яррід Ганс Сімонссон         | 3–6, 2–6      |
| Перемога  | 3.   | Лис 1982 | Сан-Паулу, Бразилія                     | Ґрунт    | Карлус Кірмайр   | Пітер Макнамара Ферді Тейган        | 6–3, 6–1      |
| Перемога  | 4.   | Кві 1983 | Лісабон, Португалія                     | Ґрунт    | Карлус Кірмайр   | Павел Сложил Ферді Тейган           | 7–5, 6–4      |
| Перемога  | 5.   | Лип 1983 | Бостон, США                             | Ґрунт    | Марк Діксон      | Ганс Гільдемайстер Белус Прахокс    | 7–5, 6–3      |
| Перемога  | 6.   | Лип 1983 | Washington Open                         | Ґрунт    | Марк Діксон      | Пол Макнамі Ферді Тейган            | 6–2, 1–6, 6–4 |
| Поразка   | 5.   | Сер 1983 | Індіанаполіс, США                       | Ґрунт    | Карлус Кірмайр   | Марк Едмондсон Шервуд Стюарт        | 3–6, 2–6      |
| Поразка   | 6.   | Сер 1983 | Мастерс Цинциннаті, США                 | Тверде   | Карлус Кірмайр   | Віктор Амая Тім Галліксон           | 4–6, 3–6      |
| Поразка   | 7.   | Жов 1983 | Відень, Австрія                         | Килим    | Маркос Хосевар   | Мел Перселл Стен Сміт               | 3–6, 4–6      |
| Поразка   | 8.   | Лип 1984 | Норт-Конвей, США                        | Ґрунт    | Блейн Вілленборг | Браян Готтфрід Томаш Шмід           | 4–6, 2–6      |
| Перемога  | 7.   | Кві 1985 | Марбелья, Іспанія                       | Ґрунт    | Андрес Гомес     | Луї Курто Міхіл Схаперс             | 6–1, 6–1      |
| Поразка   | 9.   | Вер 1985 | Женева, Швейцарія                       | Ґрунт    | Карлус Кірмайр   | Серхіо Касаль Еміліо Санчес Вікаріо | 4–6, 6–4, 5–7 |
| Перемога  | 8.   | Січ 1987 | Гуаружа, Бразилія                       | Тверде   | Луїс Маттар      | Мартін Гіпп Торе Мейнеке            | 7–6, 6–1      |
| Перемога  | 9.   | Лип 1989 | Гштад, Швейцарія                        | Ґрунт    | Тодд Вітскен     | Петр Корда Мілан Шрейбер            | 6–4, 6–3      |
| Поразка   | 10.  | Лют 1990 | Гуаружа, Бразилія                       | Тверде   | Луїс Маттар      | Хав'єр Франа Ґуставо Луса           | 6–7, 6–7      |
| Поразка   | 11.  | Бер 1990 | Відкритий чемпіонат Маямі з тенісу, США | Тверде   | Борис Бекер      | Рік Ліч Джим П'ю                    | 4–6, 6–3, 3–6 |
| Перемога  | 10.  | Кві 1991 | Мадрид, Іспанія                         | Ґрунт    | Ґуставо Луса     | Луїс Маттар Жайме Онсінс            | 6–0, 7–5      |
| Поразка   | 12.  | Тра 1991 | Гамбург, Німеччина                      | Ґрунт    | Дані Віссер      | Серхіо Касаль Еміліо Санчес Вікаріо | 6–4, 3–6, 2–6 |
| Поразка   | 13.  | Лис 1991 | Сан-Паулу, Бразилія                     | Тверде   | Хорхе Лосано     | Андрес Гомес Жайме Онсінс           | 5–7, 4–6      |

### Одиночний розряд (1 поразка)
| Легенда                |
| Великий шлем (0)       |
| Tennis Masters Cup (0) |
| Серія Мастерс ATP (0)  |
| Тур ATP (1)            |

| Титули за покриттям |
| Тверде (1)          |
| Трава (0)           |
| Ґрунт (0)           |
| Килим (0)           |

| Результат | W/L | Дата     | Турнір            | Покриття | Суперник    | Рахунок       |
| --------- | --- | -------- | ----------------- | -------- | ----------- | ------------- |
| Поразка   | 1.  | Січ 1987 | Гуаружа, Бразилія | Тверде   | Луїс Маттар | 6–3, 5–7, 6–2 |